# Машкивский, Иван Ефремович
Иван Ефремович Машкивский (16 октября 1930, Осотная, Верхнячский район — 25 февраля 2015, Москва) — советский авиационный инженер, государственный деятель, заместитель министра гражданской авиации СССР (1980—1986), председатель Госавианадзора СССР (1986—1992).

## Биография
В 1955 г. окончил Киевский институт гражданского воздушного флота и был направлен по распределению в Пермь. Работал мастером, старшим инженером эскадрильи, старшим инженером летного отряда, начальником линейных эксплуатационно-ремонтных мастерских и авиационно-технической базы Пермского объединенного авиаотряда. Затем — главный инженер — заместитель начальника управления Уральского управления гражданской авиации Министерства гражданской авиации СССР (МГА СССР).
На государственной службе занимал должности:
- 1978—1980 — начальник Главного управления эксплуатации и ремонта авиационной техники, член коллегии МГА СССР;
- 1980—1986 — заместитель министра гражданской авиации СССР;
- 1986—1992 — председатель Государственной комиссии по надзору за безопасностью полётов воздушных судов при Совете Министров СССР (Госавианадзор СССР) в ранге министра СССР[7].

Внёс значительный вклад в освоение эксплуатации и ремонта первого отечественного широкофюзеляжного пассажирского самолёта Ил-86 и сверхзвукового Ту-144.
После распада СССР работал начальником Главной инспекции по безопасности полетов — заместителем директора Департамента воздушного транспорта Министерства транспорта России (1993—1996). 
Многие годы возглавлял правление Международного фонда авиационной безопасности.

## Награды и звания
- Награждён орденами Ленина, Трудового Красного Знамени, «Знак Почёта», медалями
- «Отличник Аэрофлота»
- Почётный работник транспорта РФ
- Лауреат авиационной премии «ИКАР» (2003) — за личный вклад в развитие гражданской авиации[8]